# Frank Lloyd Wright Home and Studio

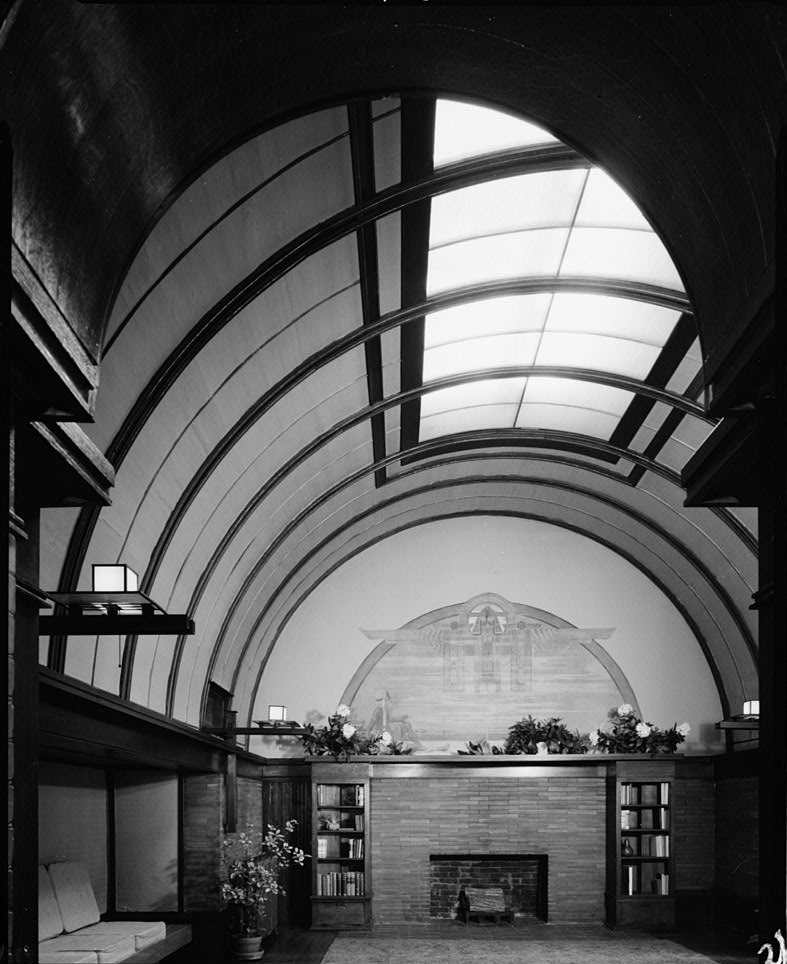
Camera dei bambini

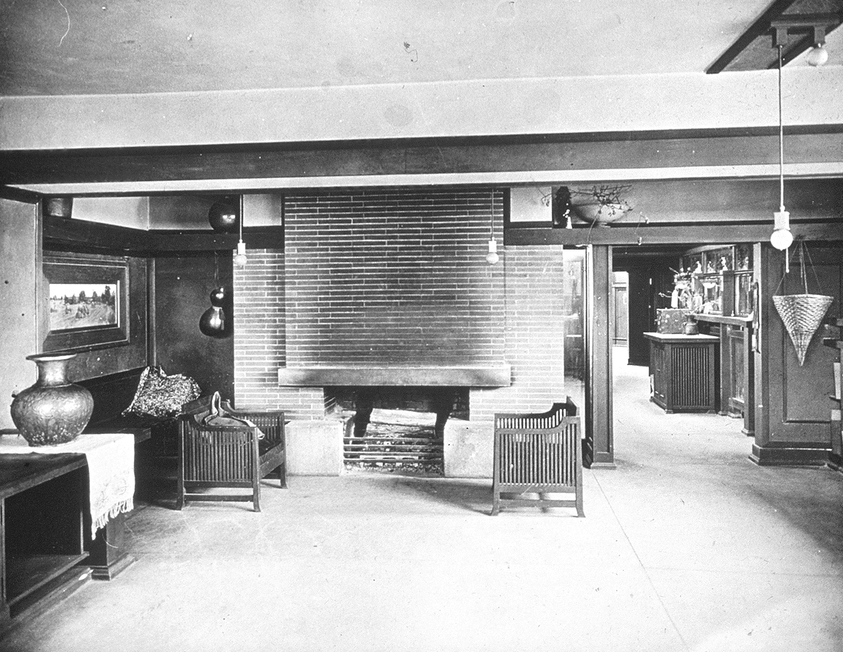
Studio

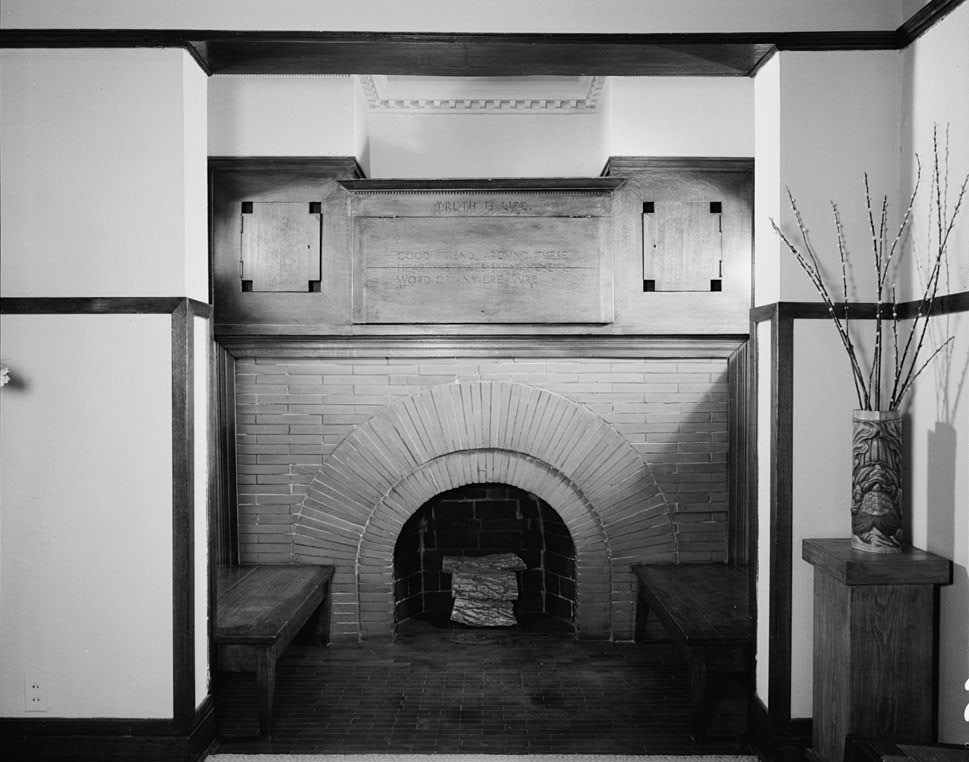
Camino e soggiorno. Nota che sopra il camino è presente un'illusione ottica che fa sembrare assente la canna fumaria; Wright utilizzò uno specchio per ottenere questo effetto.

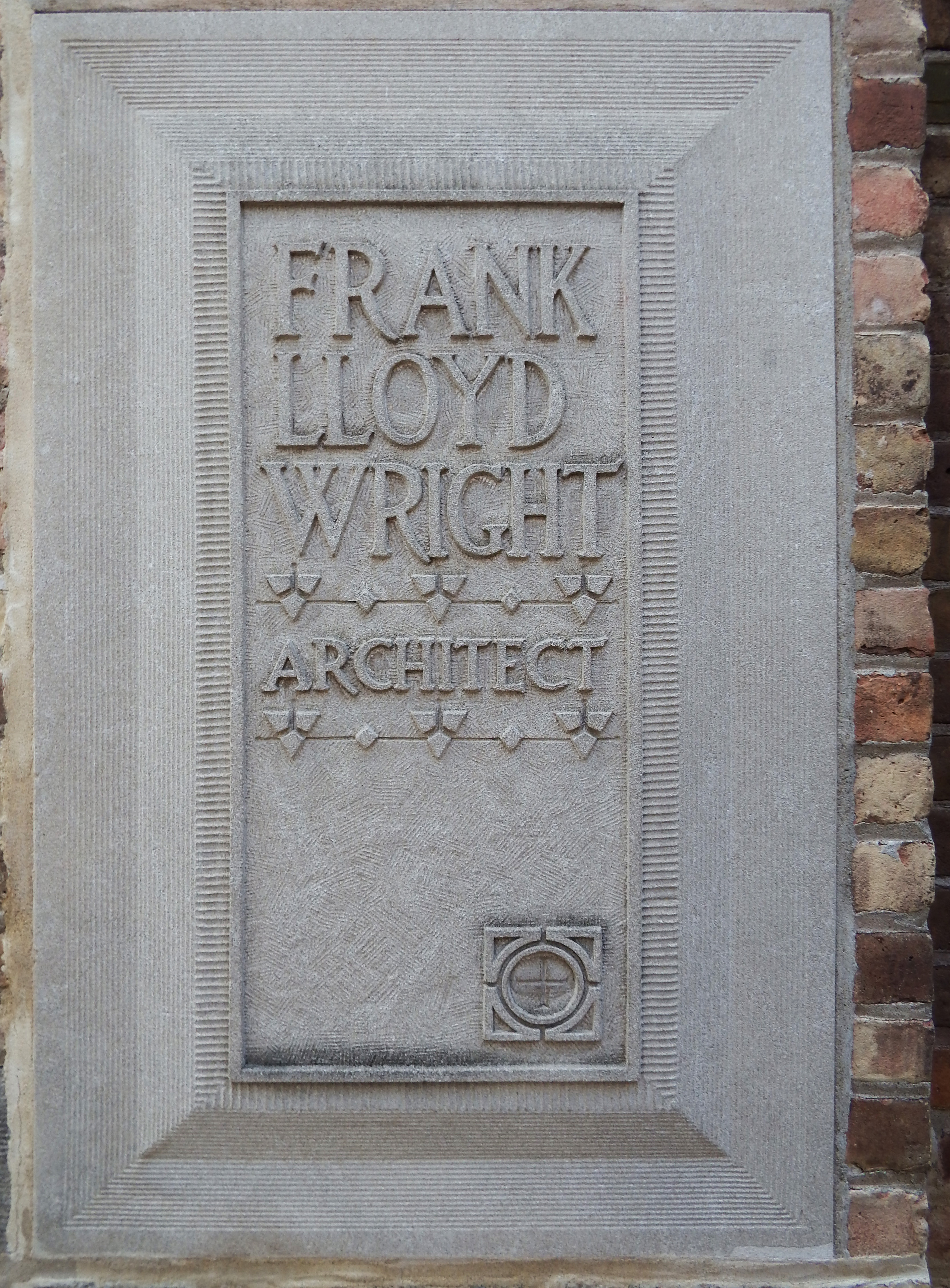
Targa

La Frank Lloyd Wright Home and Studio è una delle prime realizzazioni architettoniche di Frank Lloyd Wright, situata a Oak Park, un sobborgo di Chicago, Stati Uniti. Costruita nel 1889 e modificata in più fasi fino al 1911, questa residenza rappresenta un'opera chiave per comprendere l'evoluzione delle idee e dei principi architettonici che Wright avrebbe sviluppato nel corso della sua carriera .
L'edificio, situato al 951 Chicago Avenue, è oggi riconosciuto come National Historic Landmark ed è aperto al pubblico per visite guidate organizzate dalla Frank Lloyd Wright Preservation Trust .

## Storia
Nel 1889, all'età di 22 anni e da poco sposato, Frank Lloyd Wright costruì la casa con un prestito di 5.000 dollari ricevuto dal suo mentore, l'architetto Louis Sullivan . Originariamente concepita come una semplice residenza familiare, l'abitazione fu ampliata in più occasioni per soddisfare le esigenze crescenti della famiglia e per ospitare lo studio di Wright, dove lavorò fino al 1911 .
L'edificio, che Wright definiva inizialmente in stile "Seaside Colonial", rifletteva alcune influenze stilistiche del Shingle Style, allora in voga tra le case vacanza della costa orientale, e del lavoro di Joseph Lyman Silsbee, uno dei primi datori di lavoro di Wright . Allo stesso tempo, mostrava già elementi di semplificazione e astrazione tipici dell'architettura di Wright, ispirati anche da Sullivan .

## Caratteristiche architettoniche

### Esterno
La facciata della Frank Lloyd Wright Home si distingue per l'uso di forme geometriche pure e materiali naturali, come il legno e i mattoni . Contrariamente alle intricate decorazioni delle contemporanee case vittoriane, Wright optò per linee pulite e una connessione con il paesaggio circostante ). La configurazione delle finestre, progettate per limitare la vista delle case vicine, e la presenza di un'ampia veranda evidenziano il desiderio di Wright di creare spazi intimi e privati .

### Interni
L'interno della casa segnò un'importante rottura con la tradizionale gerarchia degli spazi vittoriani. Wright progettò ambienti aperti e caldi, incentrati sul nucleo familiare . Tra gli spazi più significativi vi è la sala giochi del 1895, caratterizzata da un soffitto a botte con mattoni romani, un lucernario decorato con griglie in legno e motivi stilizzati di fiori e semi, e vetrate in vetro piombato che proiettano i bambini nella chioma degli alberi circostanti . Sopra il camino, un murale ispirato a "Le Mille e una notte", disegnato da Wright e realizzato dall'artista Charles Corwin, unisce motivi decorativi geometrici ed esotici .

### Studio
Nel 1898, Wright aggiunse un'ala dedicata al suo studio, che includeva una biblioteca, un ufficio privato, una sala d'attesa e una grande sala di disegno a due piani, cuore creativo del complesso . Il balcone sospeso della sala di disegno rappresenta una delle prime innovazioni strutturali di Wright . Lo studio funse anche da scuola per molti architetti emergenti che collaborarono con Wright, tra cui William Eugene Drummond, Marion Mahony Griffin e Walter Burley Griffin .

## Significato storico e culturale
La Frank Lloyd Wright Home and Studio è considerata la culla della Scuola della Prateria (Prairie School), il primo stile architettonico autenticamente americano . Durante gli anni trascorsi a Oak Park, Wright progettò oltre 150 edifici, tra cui capolavori come la Unity Temple (1908) e la Robie House (1909) . L'edificio servì anche come laboratorio di idee, in cui Wright affinò il concetto di spazi liberi e integrati, anticipando le caratteristiche fondamentali della sua architettura matura .